# Thunderdome
Thunderdome härstammar från Nederländerna och är en serie fester och samlingsskivor med musikstilen hardcore techno, oldschool hardcore, främst undergenren gabber.
Thunderdome skapades av det holländska skivbolaget ID&T och var det första försöket att få ut hardcore till en större publik. Den allra första Thunderdomefesten hölls 20 juni 1992 och kallades "Thunderdome the Final Exam". Dit kom 12 500 personer. Det dröjde inte speciellt lång tid efter detta förrän man anordnade fester och släppte samlingsskivor på löpande band.
När hardcorens popularitet minskade i slutet av 1990-talet började ID&T satsa allt mer på andra musikstilar som till exempel trance och house. Man satsade då även allt mindre på Thunderdomekonceptet fram tills det lades på is i slutet av 1999. På grund av detta har ID&T fått stark kritik från personer som lyssnar på musiken och de ses fortfarande som alltför kommersiella.
2001 kom en nysatsning på Thunderdome och sedan dess har man givit ut två dubbel-cd och anordnat en fest per år. 2002 släpptes även en DVD. 2004 anordnades den hittills största Thunderdomefesten, med plats för 25 000 människor. Den första Thunderdomeskivan kom ut 1993 och släpptes av Arcade Music. Sedan dess har det släppts mängder av efterföljare och efterapare, bland annat Earthquake och Terrordrome.